# Lorenzo Bellini
Pour les articles homonymes, voir Bellini.
Lorenzo Bellini, né le 3 septembre 1643 à Florence et mort le 8 janvier 1704 dans la même ville, est un médecin, anatomiste et universitaire italien du XVIIe siècle. Son nom reste attaché à l'anatomie et la physiologie des structures rénales.

## Biographie

Opuscula, 1695

Après ses cours d'humanités à Florence, il se rend à Pise pour profiter des avantages offerts par le Grand-Duc Ferdinand II aux étudiants doués pour les sciences. Il étudie ainsi la physique, la mécanique, les mathématiques et l'anatomie, en ayant pour maîtres Borelli et Marchetti.
Ses progrès sont si rapides, qu'âgé à peine de plus de 20 ans, il reçoit la chaire d'anatomie offerte par le Grand-Duc, qui vient en personne assister à ses leçons. Lorenzo Bellini professa ainsi pendant 30 ans la médecine et l'anatomie à l'université de Pise.
Appelé à Florence pour des consultations, il pratique la médecine avec succès en devenant premier médecin du Grand-Duc Côme III, et médecin premier consultant du pape Clément XI. Sa réputation s'étend à toute l'Europe et ses ouvrages sont lus, de son vivant, dans les Universités de médecine.
Lorenzo Bellini (Ofelte Nedeo) était membre de l'Accademia dell'Arcadia, fondée à Rome en 1690 par des poètes qui avaient appartenu à l’entourage de la reine Christine de Suède. Il appartenait aussi à l'Accademia della Crusca.
Il décède le 8 janvier 1704.

## Œuvres
Ainsi que Giovanni Alfonso Borelli, son maître, il appliqua la mécanique et le calcul à la physiologie.
En 1662, on lui doit un mémoire sur la structure et l'usage des reins et la découverte des canaux urinifères dits canaux, tubes droits ou tubes collecteurs de Bellini. Il renouvelle entièrement la connaissance des reins, qui ne sont plus des masses indistinctes et charnues, mais un ensemble de canaux minuscules qui se joignent dans des petits tubes déversant l'urine dans le bassinet.
Bellini démontre le lien entre le système vasculaire et ces structures rénales, en injectant des colorants dans les veines rénales. Il met en évidence des ramifications et des dilatations unissant artérioles, veinules et tubules urinifères. Il entrevoit le glomérule, qui sera détaillé par Malpighi.
En 1665, il établit l'organe du goût dans les papilles nerveuses de la langue, qui seraient sensibles aux particules de sels selon leurs formes, particules obtenues après mastication et salivation,.
Selon Bellini, la dissection anatomique parcourt en sens inverse le chemin suivi par la Création, c'est une voie qui mène à la connaissance de la sagesse et de la puissance de Dieu.

## Ouvrages
Ses œuvres complètes ont été publiées en 1708 à Venise, 2 volumes in-4, ré-éditées en 1732.
Ses traités principaux sont :
- De structura renum observatio anatomica, Florence, 1662.
- Gustus organum novissime deprehensum, Bologne, 1665.
- De urinis et pulsibus, de missione sanguinis, de febribus, de morbis capitis et pectoris, Bologne, 1683.
- Discorsi d'anatomia, édité par A. Cocchi, Florence, 1741-1746. (discours prononcés par Bellini lors des séances de l'Académie de la Crusca, à partir de 1696).